# کاخ الرحاب
کاخ الرحاب (به عربی: قصر الرحاب) کاخی در بغداد، عراق بود که به دستور ملک فیصل دوم ساخته شد. این کاخ محل اقامت خصوصی خانواده سلطنتی عراق بین سال‌های ۱۹۳۷ تا ۱۹۵۸، در دوران سلطنت فیصل دوم، بود.

## تاریخچه
این کاخ با هزینه خانواده سلطنتی در حومه المنصور ساخته شد. این کاخ جایگزین کاخ الظهور به عنوان اقامتگاه خصوصی خانواده سلطنتی شد.
قرار بود آخرین اقامتگاه خانواده سلطنتی عراق باشد. در دهه 1950، کاخ سلطنتی جدید برای جایگزینی آن ساخته شد، اما قبل از لغو سلطنت، مسکونی نبود.
کاخ الرحاب صحنه قتل عام خانواده سلطنتی در طول انقلاب 14 ژوئیه 1958 بود.
این ساختمان در سال 1973 تخریب شد.